# پورته (پیدمونت)
پورته (پیدمونت) (به ایتالیایی: Porte, Piedmont) یک کومونه در ایتالیا است که در استان تورین واقع شده‌است.

## خصوصیات
پورته ۴٫۴ کیلومترمربع مساحت و ۱٬۱۱۸ نفر جمعیت دارد و ۴۲۷ متر بالاتر از سطح دریا واقع شده‌است.